# Pablo Blas
Pablo Blas fue un abogado y político jujeño, que fue juez, diputado provincial en varias oportunidades, diputado nacional y gobernador de su provincia.

## Biografía
Pablo Blas, miembro de la Legislatura provincial en varias oportunidades, en 1876 fue elegido Juez de Primera Instancia, cargo que mantuvo hasta 1878.
En 1879 se desempeñaba como vicerrector del Colegio Nacional en momentos en que estallaba la crisis por la sucesión del gobernador Cástulo Aparicio. Blas tomó partido contra su sucesor Martín Torino participando del movimiento del 12 de mayo. Nombrado ministro de gobierno de Silvestre Cau, tras el fracaso de la revolución debió asilarse en la ciudad de Salta. Participó también de la exitosa revolución de septiembre de 1877 y tras la intervención nacional, asumido el gobierno por Plácido Sánchez de Bustamante el 1 de abril de 1880 fue nombrado nuevamente ministro general, cargo que mantuvo hasta su elección como diputado nacional ese mismo año.
En noviembre de 1881 el gobernador Plácido Sánchez de Bustamante presentó su renuncia ofendido por los graves desaires que le hizo la Legislatura. 
Electo nuevamente diputado ante la Legislatura provincial, el 31 de diciembre de 1881 Blas asumió la presidencia del cuerpo. El 13 de marzo de 1882 el gobernador reiteró su renuncia en forma indeclinable y la Legislatura la aceptó dos días más tarde, asumiendo Pablo Blas como gobernador interino según lo establecido por el artículo 56 de la Constitución provincial. 
El 1 de abril de 1882 fue elegido gobernador propietario pero no llegó a finalizar su mandato. El 17 de marzo de 1883 la Cámara aceptó su dimisión disponiendo que su presidente, Eugenio Tello, se hiciera cargo del gobierno.
Pablo Blas sería posteriormente designado Juez Federal de Jujuy.